# Chromatic Games
Chromatic Games (раніше Trendy Entertainment Inc.) — це американська студія розробки відеоігор, заснована в 2009 році Аугі Лаєм і Джеремі Штігліцем. Вона розташована у Гейнсвіллі, штат Флорида. Chromatic Games є розробником ігор для платформи Xbox 360, PlayStation 3, Windows, iOS та Android .

## Історія

### Заснування (2009 - 2012)
Компанія Trendy Entertainment розробила гру у жанрі інді - Dungeon Defense за 4 тижні використавши рушій Unreal Engine, яка була випущена 4 лютого 2010 року.   Гра лягла в основу Dungeon Defenders, випущеної 19 жовтня 2011 року.  
Гра Dungeon Defenders здобула успіх і була продана накладом понад 600 000 копій протягом двох років після випуску. Це привернуло великі інвестиції в розмірі US$18,2 мільйонів в Trendy Entertainment від Insight Venture Partners, отримавши контроль над компанією.  Пізніше у інтерв’ю Штігліц заявив, що Insight Venture Partners не сильно були зацікавлені у розробці відеоігор, і це вплинуло на їхній підхід до розробки ігор. 

### Відхід Штігліца та судовий виклик (2013-2018)
Розслідування, проведене журналом Kotaku у червні 2013 року, показало, що компанія була поганим роботодавцем, посилаючись на сексистське робоче середовище, що також було пов'язане з понаднормовими роботами.    Компанія виключила Штігліца зі своєї майбутньої гри Dungeon Defenders 2 невдовзі після публікації звіту, а натомість створила підрозділ NomNom Games, призначивши Штігліца президентом до вересня 2013 року та розпочавши розробку Monster Madness Online, масової багатокористувацької онлайн-ігри . гра в дусі Dungeon Defenders. Таким чином Штігліц залишився головним технічним директором Trendy, але відділився від тих, хто звинуватив його ' звіті Котаку .   Штігліц залишався в Trendy Entertainment приблизно до квітня 2014 року, коли написав керівництву Insight і Trendy Entertainment, що він не може довіряти деяким людям, які працювали під його керівництвом, у зв’язку зі звітом, і попросив або усунути цих людей, або знайти спосіб змусити його залишити компанію. Trendy Entertainment та Штігліц домовилися про те, щоб він працював ще кілька місяців до серпня 2014 року, погодившись при цьому скоротити його  угоду про неконкуренцію (NCC) з трьох до одного року. 
Після свого звільнення з компанії Штігліц тихо сформував Studio Wildcard у вересні 2014 року, залучивши кількох модних розробників, які продовжили розробку Ark: Survival Evolved. Нібито Studio Wildcard заявила, що Штігліц лише консультував їхню студію протягом цього періоду. Однак Trendy та Insight стверджували, що Штігліц порушував свою заборону на конкуренцію після того, як дізнався про свою роль у співзасновнику Wildcard, і, також намагався переманити таланти з Trendy і використав частину конфіденційної інформації з роботи Trendy у Ark. Trendy та Insight вимагали від Штігліца US$600 мільйонів в позові, але до квітня 2016 року Штігліц вирішив домовитися в позасудовому порядку, погодившись виплатити Trendy US$40 мільйонів, а не боротися з позовом, враховуючи фінансову підтримку Insight.  

### Ребрендинг на Chromatic Games (2019 - поточний)
У березні 2019 року компанія перейменувала себе в Chromatic Games. Ця зміна супроводжувалася викупом студії у її інвесторів оригінальним співзасновником Аугі Лаєм, а також переміщенням персоналу, причому деякі ветерани-розробники компанії пішли, а натомість були залучені нові працівники, завдяки чому загальний розмір компанії досяг 30 осіб. Згідно з новою структурою, Луй став генеральним директором, Джошуа Джавагері, нульовий співробітник Trendy, став директором студії. Колін Фішер, розробник Dungeon Defenders II, став творчим керівником студії до від’їзду в липні 2019 року. Крім того, зміна назви була частково відсторонена від ситуації навколо Штігліца в 2013 році, а також для того, щоб показати переорієнтацію компанії на постійну розробку Dungeon Defenders II і роботу над новою назвою Dungeon Defenders: Awakened . 

## Засновник
Агапітус Лі, більш відомий як Аугі Лай, є засновником ToneRite та співзасновником і генеральним директором Chromatic Games (раніше Trendy Entertainment Inc. ). Він також є президентом Gainesville Arts & Parks Foundation. 

## Зовнішні посилання
- Офіційний сайт